# Cinacanthus ulkei
Cinacanthus ulkei är en skalbaggsart som beskrevs av Gordon 2006. Cinacanthus ulkei ingår i släktet Cinacanthus och familjen Aphodiidae. Inga underarter finns listade i Catalogue of Life.